# Alexander Salby
Alexander Salby, né le 4 juin 1998 à Åbenrå, est un coureur cycliste danois.

## Biographie
Alexander Salby est formé au Rødekro Cykle Club.
En août 2022, l'équipe continentale professionnelle Bingoal Pauwels Sauces WB annonce son arrivée dans l'effectif pour les deux prochaines saisons,. À l'expiration de son contrat, il rejoint la formation chinoise Li Ning Star.

## Palmarès et résultats

### Palmarès par année
- 2019

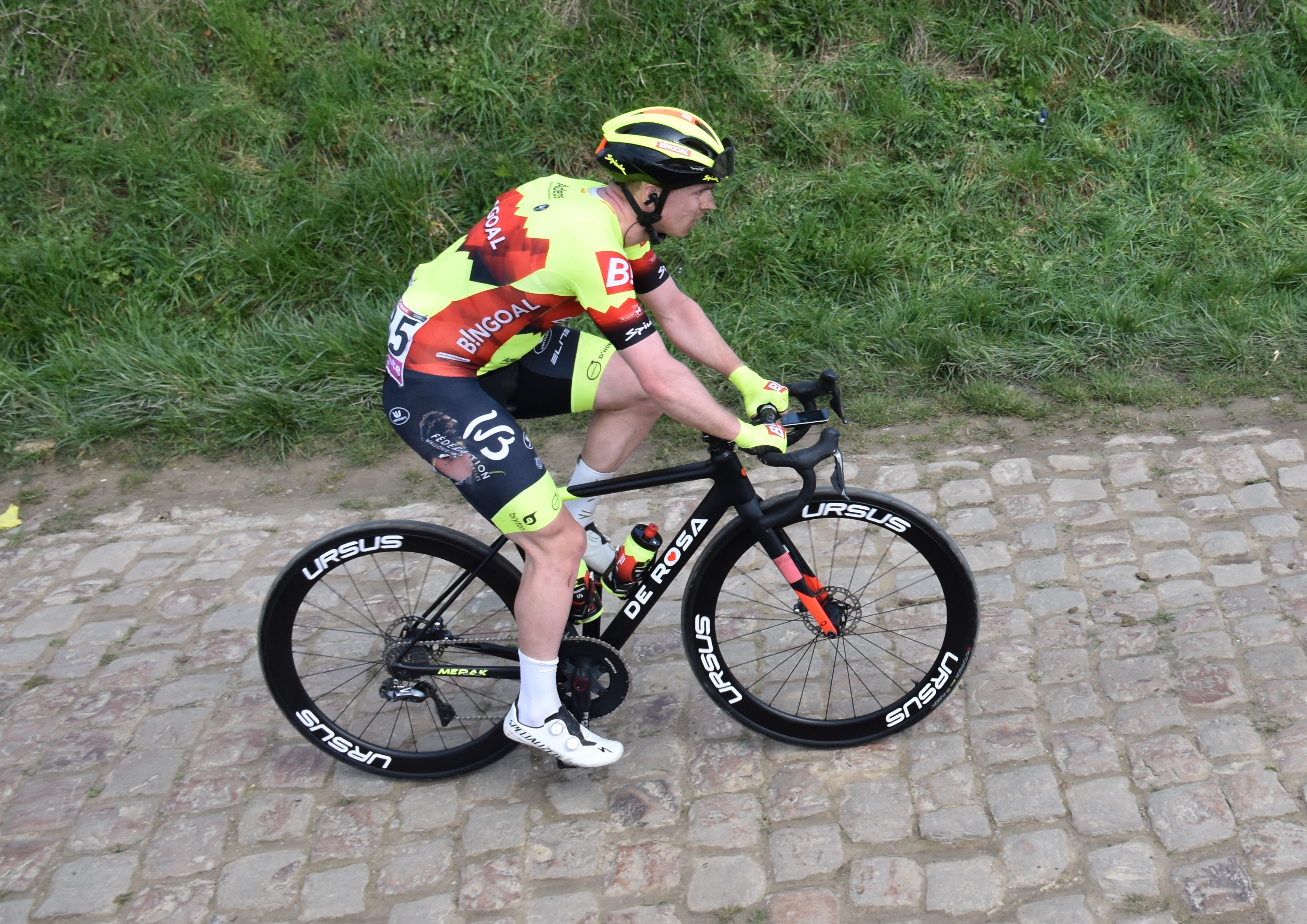
Paris-Roubaix 2023 - Secteur pavé de Quyiévy à Saint-Python - N° 235 Alexander Salby.

  - 3e du Youngster Coast Challenge
- 2021
  - Classement général de la Post Cup
  - 3e de la Ruddervoorde Koerse
- 2023
  - 7e étape de la Tropicale Amissa Bongo
  - 3e de la Fyen Rundt
- 2024
  - 5e étape du ZLM Tour
- 2025
  - Tour de Thaïlande : 
    - Classement général
    - 2e, 3e et 5e étapes

  - 5e étape du Tour de Hainan
  - 1re étape de la Yellow River Estuary Road Cycling Race
  - 3e et 8e étapes du Tour du lac Qinghai
  - 2e de la Yellow River Estuary Road Cycling Race

### Classements mondiaux
| Année                                 | 2018  | 2019  | 2020  | 2021  | 2022  | 2023 | 2024  |
| ------------------------------------- | ----- | ----- | ----- | ----- | ----- | ---- | ----- |
| Classement mondial                    | 2234e | 1696e | 1239e | 1819e | 1211e | 813e | 1141e |
| UCI Europe Tour                       | 1475e | 1123e | 947e  | 1250e | 848e  | nc   | nc    |
|                                       |       |       |       |       |       |      |       |
| Légende : nc = non classéSource : UCI |       |       |       |       |       |      |       |